# Animoca Brands
Animoca Brands Corporation은 2014년 Yat Siu가 설립하고 홍콩에 기반을 둔 게임 소프트웨어 회사 및 벤처 캐피탈 회사이다. 이 회사는 무료 게임 및 앱을 개발하고 판매한다. 초점은 잘 알려진 브랜드, 블록 체인 및 인공 지능의 라이센스에 있다. Animoca는 Zeroth.ai의 67 %를 소유한다.

## 포트폴리오에서 알려진 게임
- Axie Infinity
- Beast Quest, Beast Quest Ultimate Heroes
- Crazy Defense Heroes
- CryptoKitties, NBA Top Shot, Cheeze Wizards
- F1 Delta Time
- Power Rangers: Legacy Wars, Power Rangers: Battle for the Grid
- Pretty Pet Salon
- 롤러코스터 타이쿤
- Star Girl
- The Sandbox